# Приднестровски държавен университет
Приднестровският държавен университет „Тарас Шевченко“ e най-голямото висше учебно заведение във Приднестровието, както и най-старото висше учебно заведение в Молдова. Намира се в град Тираспол. Университетът има свои филиали в Бендери и Рибница.

## Факултети
- Аграрно-технологичен факултет
- Медицински факултет
- Факултет по изкуство и архитектура
- Факултет по педагогика и психология
- Факултет по физическа култура и спорт
- Физико-математически факултет
- Икономически факултет
- Естествено-географически факултет

## Институти
- Институт по език и литература
- Инженеро-технически институт на технически колеж „Юрий Гагарин“
- Институт по история, държавност и право
- Военен институт на Министерството на отбраната